# 聖應女学院放送局
聖應女学院放送局（せいおうじょがくいんほうそうきょく）は、乙女はお姉さまに恋してる（テレビアニメ版）に関連したインターネットラジオ番組。正式なタイトルはWEB RADIO おとボク 聖應女学院放送局。2006年10月5日より2008年3月27日までアニメイトTVにて配信されていた。
また、アニメイトモバイルシリーズで、連動ミニ番組のおとボク帰り道トーク（木曜更新、有料）が配信されており、聖應女学院放送局の反省会や一部番組コーナーをこちらでも行っている。

## 概要
- 配信期間：2006年10月5日 - 2008年3月27日
- 配信日：毎週木曜日
- パーソナリティ 松来未祐（十条紫苑 役）(#1 - #74) 、後藤邑子（高島一子 役）(#1 - #38) 、神田朱未（周防院奏 役）(#39 - #74)
- 代理パーソナリティ[1] 松本彩乃（上岡由佳里 役）(#47 - #50) 、浅野真澄（御門まりや 役）(#57,58)

## 番組内容

### 番組構成
番組タイトルに合わせて、学校の時間割を模した構成になっている。
基本的な流れは「朝のホームルーム」（オープニング）→1時間目→2時間目→3時間目→「帰りのホームルーム」（エンディング）。
「朝のホームルーム」ではその回の内容（時間割）が発表される。

### 主な科目（コーナー）
ホームルーム 〜普通のお便り〜
主にふつおた紹介
国語I 〜質問川柳〜
リスナーから五・七・五で送られた質問に、パーソナリティーが五・七・五で回答する。
現代社会 〜略語クイズ〜
リスナーから送られてきた略語が何を表すか、パーソナリティーが当てる。
自習 〜なりきりキャラで演じよう〜
まず共通の1つのセリフが発表され、続いて一人ずつそれぞれにシチュエーションおよびキャラクターが割り当てられ、その場でアドリブでそれらを盛り込んだ演技を行う。なお、セリフ、シチュエーションおよびキャラクターはすべてリスナーから寄せられたお題から出題される。難易度が高く、パーソナリティーが本気で嫌がったため、特にパーソナリティーの一人が神田に交替してからはあまり登場しなくなったが、ゲストが来ると、その最後の時間はかならずこの時間となっている。
道徳 〜if 運命の交差点〜
「もしも○○だったらAかBか」という二択に2人が回答。
おとボク保健室
紫苑と奏が交代でリスナーからの悩みに答える一言人生相談。この番組におけるジングル的コーナー。ゲストがいる場合は、そのゲストの演じている登場人物も回答者に加わる。
このコーナーで使用されている楽曲は、エクトル・ベルリオーズの「幻想交響曲 第2楽章『舞踏会』」である。
レクリエーション
パーソナリティの2人が封筒を選び、その中に書いてある質問をもう1人が読み上げてそれに回答するコーナー。
ゲストが来た回は、パーナリティーとゲストが「ゲストが演じているキャラクター」「紫苑と一子との関係性」「アフレコ時での面白いエピソード」などの話題でトークをする。その後、ゲストに2つある封筒のうち片方を選んでもらい、封筒の中の紙に書かれた質問に回答してもらう。このとき、なぜかBGMで「歌劇『ウィリアム・テル』序曲第4部『スイス軍隊の行進（終曲）』」が使用されるのが慣例となっている。
数学
数字版レクリエーションとも言うべきコーナー。数字に関する質問で、1つの数字につき1つ質問が書いてあり、パーソナリティが互いに複数回選んでは回答する。レクリエーションの時よりもジョーカーという意地悪な質問や命令が多い。
生物
第1回放送での後藤の「男の子は『好きかも』といったレベルで女の子と付き合う」という趣旨の発言を受けて、投稿されたメールを読み上げ、参考にするコーナー。
英語
リスナーから投稿されたメールを英語で答えるコーナー。
全校集会
ネガティブになりがちなパーソナリティ2人の為に、リスナーが2人を褒めそやしたメールを読むコーナー。通称「褒めれ」。
体育 〜K・U・T〜
軽い運動をしながら投稿メールで提供された話題についてトークするコーナー。
音楽 〜空耳ミュージックワード〜
パーソナリティーの2人が、それぞれ楽器を使って何を言ったか当てるコーナー。
国語II 〜四字熟語で答えましょう〜
リスナーからのメールに、四字熟語を踏まえて答えるコーナー。
古典 〜おとボク・なぞかけ番付〜
おとボクに関するなぞかけをリスナーから募集し、パーソナリティの2人が判定するコーナー。

## ゲスト
| 配信回 | 配信日         | ゲスト出演者 | 備考          |
| ------ | -------------- | ------------ | ------------- |
| 第 6回 | 2006年11月9日  | たかはし智秋 | 厳島貴子 役   |
| 第 7回 | 2006年11月16日 | たかはし智秋 | 厳島貴子 役   |
| 第11回 | 2006年12月14日 | 神田朱未     | 周防院奏 役   |
| 第12回 | 2006年12月21日 | 神田朱未     | 周防院奏 役   |
| 第15回 | 2007年1月11日  | 松本彩乃     | 上岡由佳里 役 |
| 第16回 | 2007年1月18日  | 松本彩乃     | 上岡由佳里 役 |
| 第19回 | 2007年2月8日   | 木村まどか   | 菅原君枝 役   |
| 第20回 | 2007年2月15日  | 木村まどか   | 菅原君枝 役   |
| 第23回 | 2007年3月8日   | 浅野真澄     | 御門まりや 役 |
| 第24回 | 2007年3月15日  | 浅野真澄     | 御門まりや 役 |
| 第25回 | 2007年3月22日  | 真堂圭       | 小鳥遊圭 役   |
| 第26回 | 2007年3月29日  | 真堂圭       | 小鳥遊圭 役   |

## 関連商品

### CD
- DJCD「WEB RADIO おとボク 聖應女学院放送局」Vol.1（2007年5月9日発売）
- DJCD「WEB RADIO おとボク 聖應女学院放送局」Vol.2（2007年6月6日発売）
- DJCD「WEB RADIO おとボク 聖應女学院放送局」Vol.3（2007年12月26日発売）
- DJCD「WEBRADIOおとボク聖應女学院放送局」Vol.4（2008年2月6日発売）